# Riesen-Straußgras
Das Riesen-Straußgras (Agrostis gigantea), auch Fiorin-Gras genannt, ist eine Pflanzenart aus der Gattung Straußgräser (Agrostis) innerhalb der Familie der Süßgräser (Poaceae).

## Beschreibung

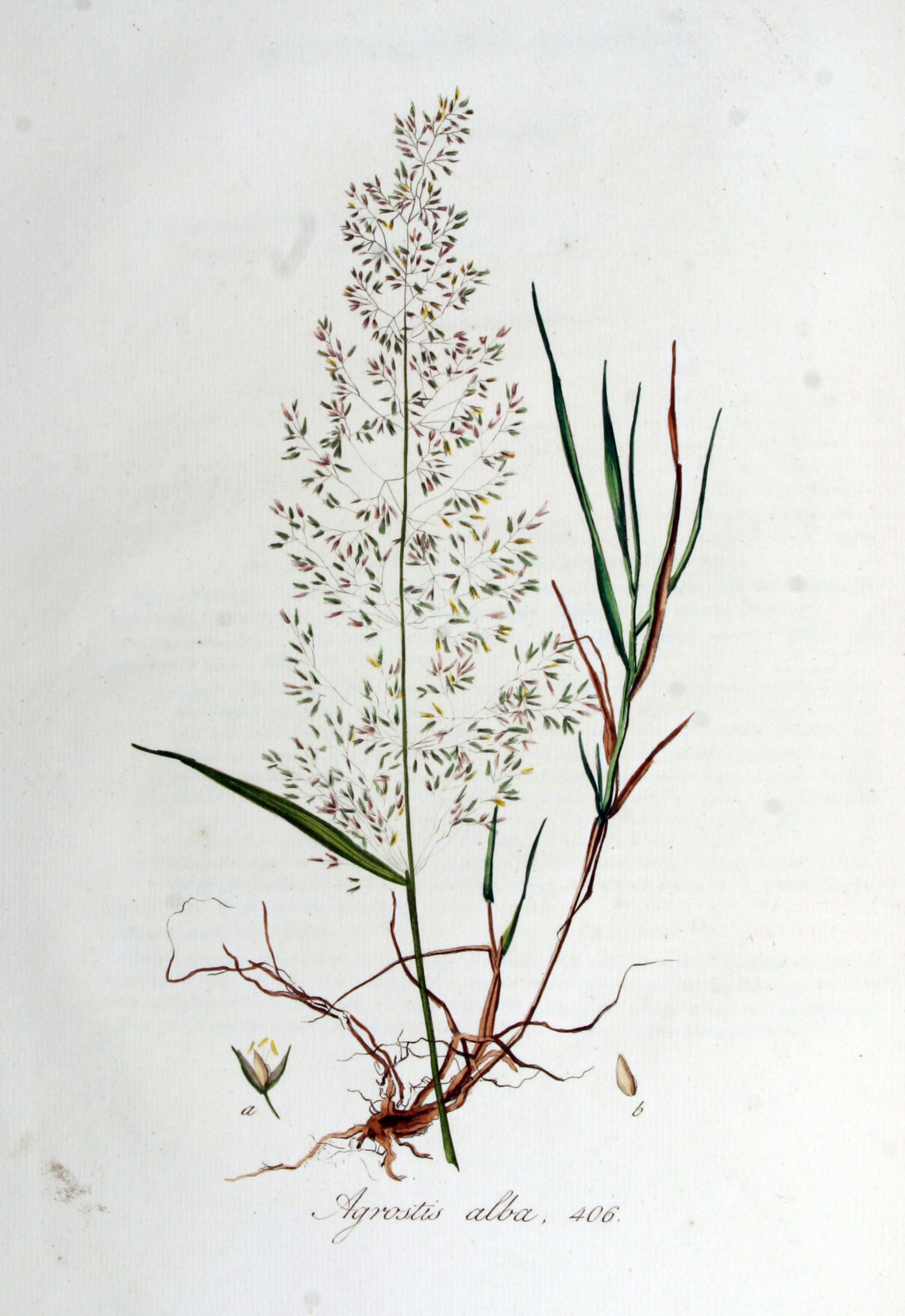
Illustration aus Flora Batava, Volume 6

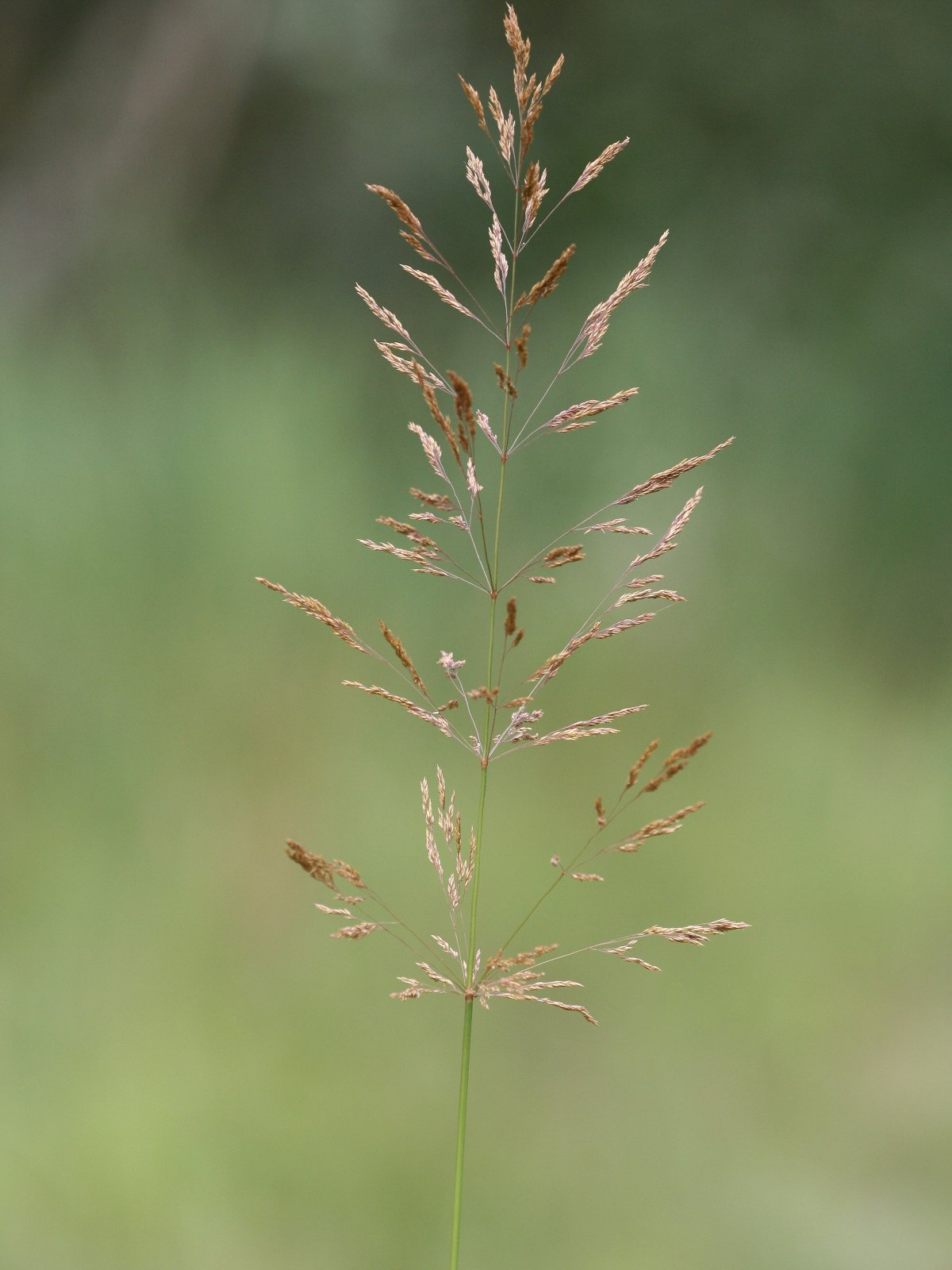
Blütenstand

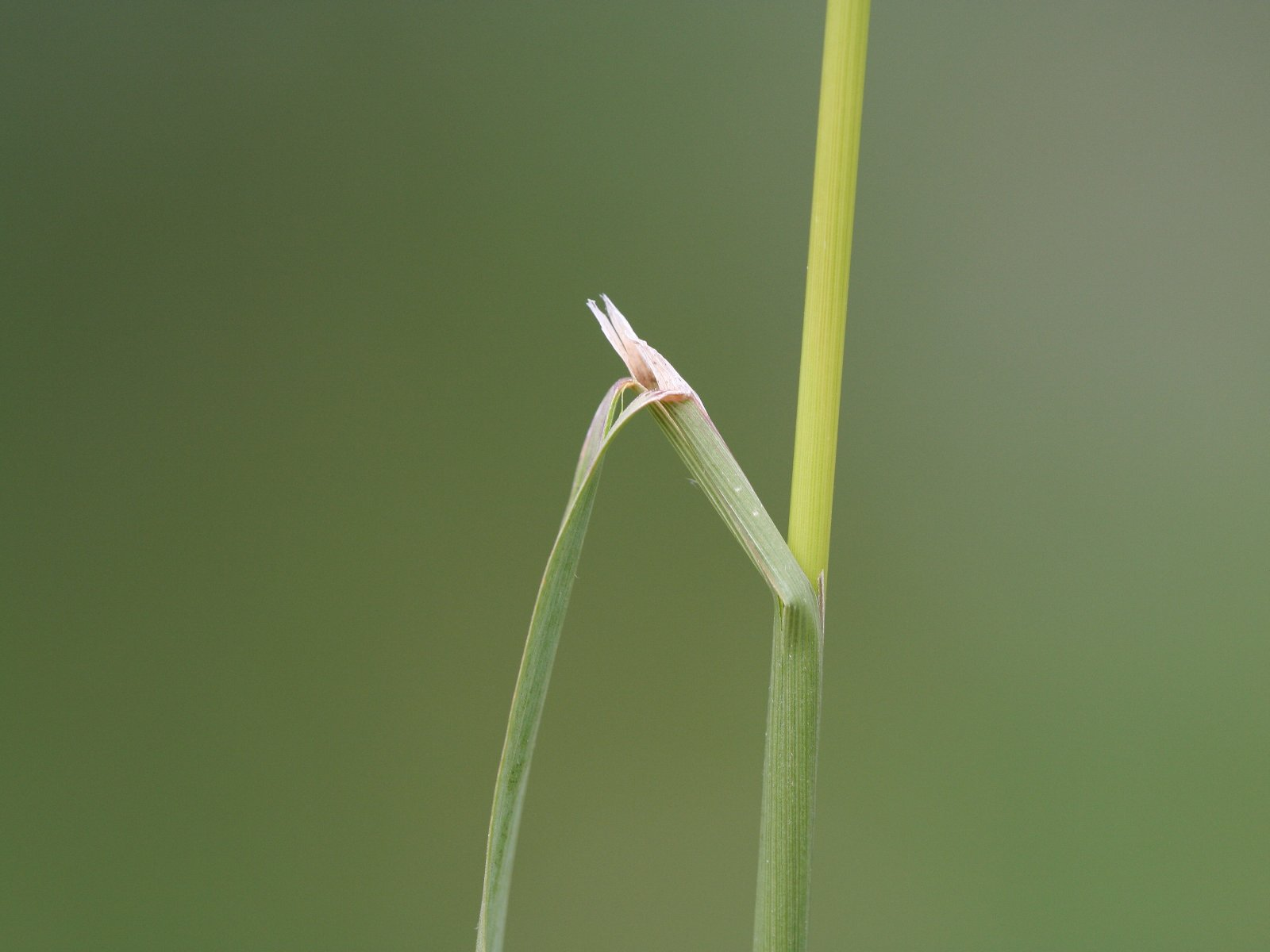
Detailaufnahme des Blatthäutchens

Ährchen im Detail

### Vegetative Merkmale
Das Riesen-Straußgras ist eine sommergrüne, ausdauernde krautige Pflanze und erreicht Wuchshöhen von 40 bis 120 zuweilen bis zu 150 Zentimetern. Es bildet kurze, dicke und zähe unterirdische Ausläufer (Rhizome) und wächst daher in kleinen, dichten Horsten. Oberirdische Kriechtriebe fehlen. Die drei- bis sechsknotigen, glatten Halme wachsen aufrecht oder von einem gekrümmten oder niederliegenden Grund an aufsteigend. Sie bewurzeln und verzweigen sich an den unteren Knoten (Nodien).
Die wechselständig am Halm angeordneten Laubblätter sind in Blattscheide und -spreite gegliedert. Die Blattscheiden sind auf dem Rücken gerundet, glatt oder schwach rau. Der Blattgrund ist nicht in Öhrchen ausgezogen. Das stumpfe und gezähnte Blatthäutchen (Ligula) misst 1,5 bis 6 Millimeter in der Länge. Die 3 bis 11 Millimeter breiten, 5 bis 20 Zentimeter langen und kahlen Blattspreiten sind oberseits gerieft und unterseits matt. Die Blattspreiten sind dünn zugespitzt, im jungen Zustand gerollt und später flach.

### Generative Merkmale
Die Blütezeit erstreckt sich von Ende Juni bis August. Der auch nach der Anthese offene und sehr lockere rispige Blütenstand ist aufrecht und bei einer Länge von 8 bis 25 Zentimetern sowie einer Breite von 3 bis 15 Zentimeter länglich bis eiförmige. Die grünen oder purpurfarben Rispen sind vielästig. Die Rispenäste sind zu Büscheln vereinigt. Die rauen Stielchen sind 0,5 bis 3 Millimeter lang. Die zahlreichen, einblütigen und seitlich zusammengedrückten  Ährchen sind 2 bis 3 Millimeter lang. Die beiden ausdauernden, einnervigen Hüllspelzen sind so lang wie die Ährchen. Die drei- bis fünfnervigen Deckspelzen sind etwas kürzer als die Hüllspelzen, am Grund fein behaart und grannenlos, selten mit sehr kurzer Granne, die an oder nahe der Spitze abgeht.
Die Chromosomenzahl beträgt 2n = 42.

## Ökologie
Beim Riesen-Straußgras handelt es sich um einen Hemikryptophyten.

## Verbreitung und Standort
Das Verbreitungsgebiet reicht über weite Teile Europas und durch die gemäßigten Gebiete Asiens und mit Marokko und Algerien bis nach Nordafrika. Das Riesen-Straußgras ist unter anderem in Nordamerika, Australien und Neuseeland ein Neophyt. In Deutschland kommt es zerstreut bis verbreitet, in Österreich zerstreut vor.
Das Riesen-Straußgras besiedelt feuchte bis nasse, grund- und sickerfeuchte, nährstoff- und basenreiche mäßig saure Sand-, Lehm- und Tonböden. Es wächst in Wiesen, Ruderalfluren und Uferröhrichten, weiters in lichten Wäldern und in Holzschlägen. Im pflanzensoziologischen System ist das Riesen-Straußgras eine Kennart der Klasse Grünlandgesellschaften (Molinio-Arrhenatheretea), hier vor allem in den nährstoffreichen Nasswiesen-Gesellschaften (Verband Calthion), aber auch in der Ordnung der Röhrichte und Großseggensümpfe (Phragmitetalia australis).
Die ökologischen Zeigerwerte nach Landolt et al. 2010 sind in der Schweiz: Feuchtezahl F = 3+w+ (feucht aber stark wechselnd), Lichtzahl L = 3 (halbschattig), Reaktionszahl R = 3 (schwach sauer bis neutral), Temperaturzahl T = 3+ (unter-montan und ober-kollin), Nährstoffzahl N = 3 (mäßig nährstoffarm bis mäßig nährstoffreich), Kontinentalitätszahl K = 2 (subozeanisch).

## Systematik und Verbreitung
Die Erstveröffentlichung von Agrostis gigantea erfolgte 1788 durch Albrecht Wilhelm Roth in Tentamen Florae Germanicae, Band 1, Seite 31. Synonyme für Agrostis gigantea Roth sind Agrostis alba subsp. gigantea (Roth) Arcang., Agrostis stolonifera subsp. gigantea (Roth) Schübl. & G.Martens und Agrostis vinealis var. gigantea (Roth) Willd.
Je nach Autor gibt es mehrere Unterarten:
- Agrostis gigantea subsp. glaucescens (Widén) Valdés & H. Scholz: Sie kommt in Schweden, Finnland und im nordwestlichen europäischen Russland vor.[5]
- Agrostis gigantea subsp. gigantea: Sie kommt von den gemäßigten Gebieten Eurasiens bis Nordafrika vor.[2] In Europa kommt sie in fast allen Ländern vor und fehlt nur in Spanien, Portugal, Lettland, Nordmazedonien, Bosnien-Herzegowina une Montenegro.[5]
- Agrostis gigantea subsp. maeotica (Klokov) Tzvelev: Sie kommt nur in der südlichen Ukraine, auf der Krim und im südlichen europäischen Russland vor.[5]
- Agrostis gigantea subsp. moldavica (Dobrescu & Beldie) Dihoru: Sie kommt in Rumänien vor.[5]
- Agrostis gigantea subsp. pontica (Grecescu) Dihoru: Sie kommt in Rumänien vor.[5]

## Nutzung
Das Riesen-Straußgras ist von geringem landwirtschaftlichen Wert. Es ist ein mäßiges Futtergras und ist gewöhnlich nicht ansaatwürdig. Es wird in Deutschland in Ansaatgrünland nur für feuchte Wiesen empfohlen. In den Vereinigten Staaten wird das Riesen-Straußgras zur Bodenfestigung und zur Heugewinnung angebaut. Auf leichten, sandigen und kiesigen Böden neigt das Riesen-Straußgras zur Verunkrautung.

## Belege und weiterführende Informationen